# Architecture de style Queen Anne aux États-Unis

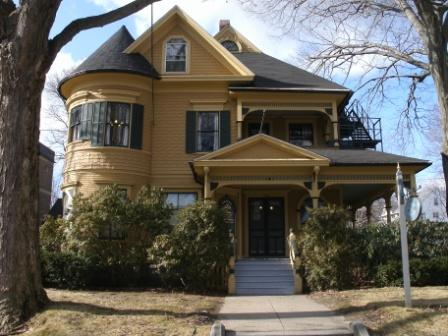
James Alldis House

Aux États-Unis, l’architecture de style Queen Anne  était populaire de 1880 à 1910 environ . "Queen Anne" était l'un des nombreux styles architecturaux populaires qui ont émergé à l'époque victorienne. À l’époque victorienne, le style Queen Anne a suivi le Stick style, et précédé le style roman richardsonien et le style Shingle.
Le style n’a presque aucun rapport avec l’architecture baroque anglaise réalisée sous le règne de la reine Anne de 1702 à 1714. Il décrit un large éventail de bâtiments pittoresques avec des détails « free Renaissance » (non-Gothic Revival) plutôt qu'un style conventionnel à proprement parler. Comme alternative aux dérivés du Style Second Empire français et à l’architecture moins « domestique » des Beaux-Arts, Le style Queen Anne trouve des applications larges dans l'architecture, le mobilier et les arts décoratifs de 1880 à 1910; Certains éléments architecturaux "Queen Anne", tels que le porche enveloppant, se sont retrouvés par la suite dans l'architecture des années 1920.

## Style Queen Anne américain

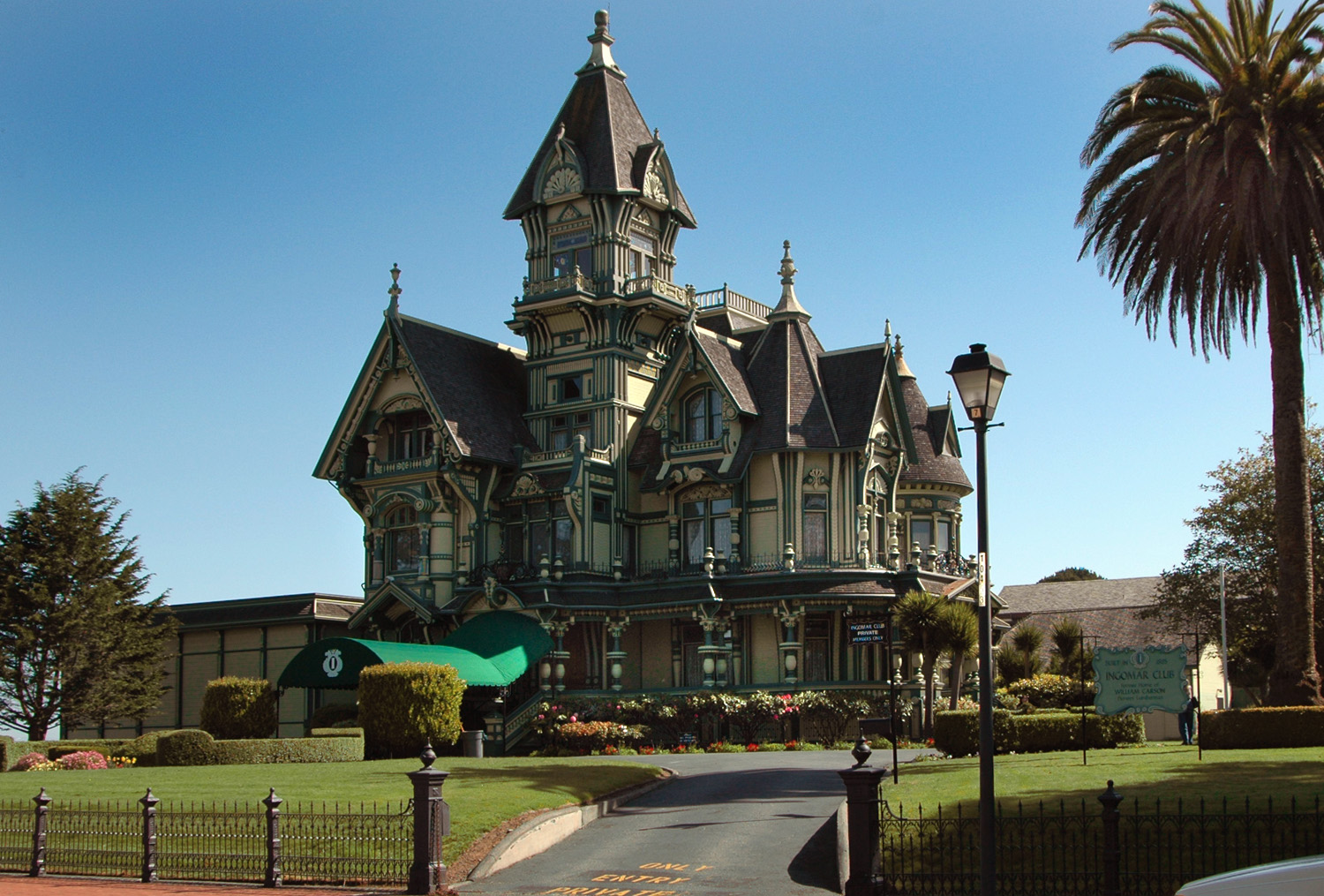
Le manoir Carson situé à Eureka, en Californie, est considéré comme l'un des plus beaux exemples d'architecture de style Queen Anne américaine.

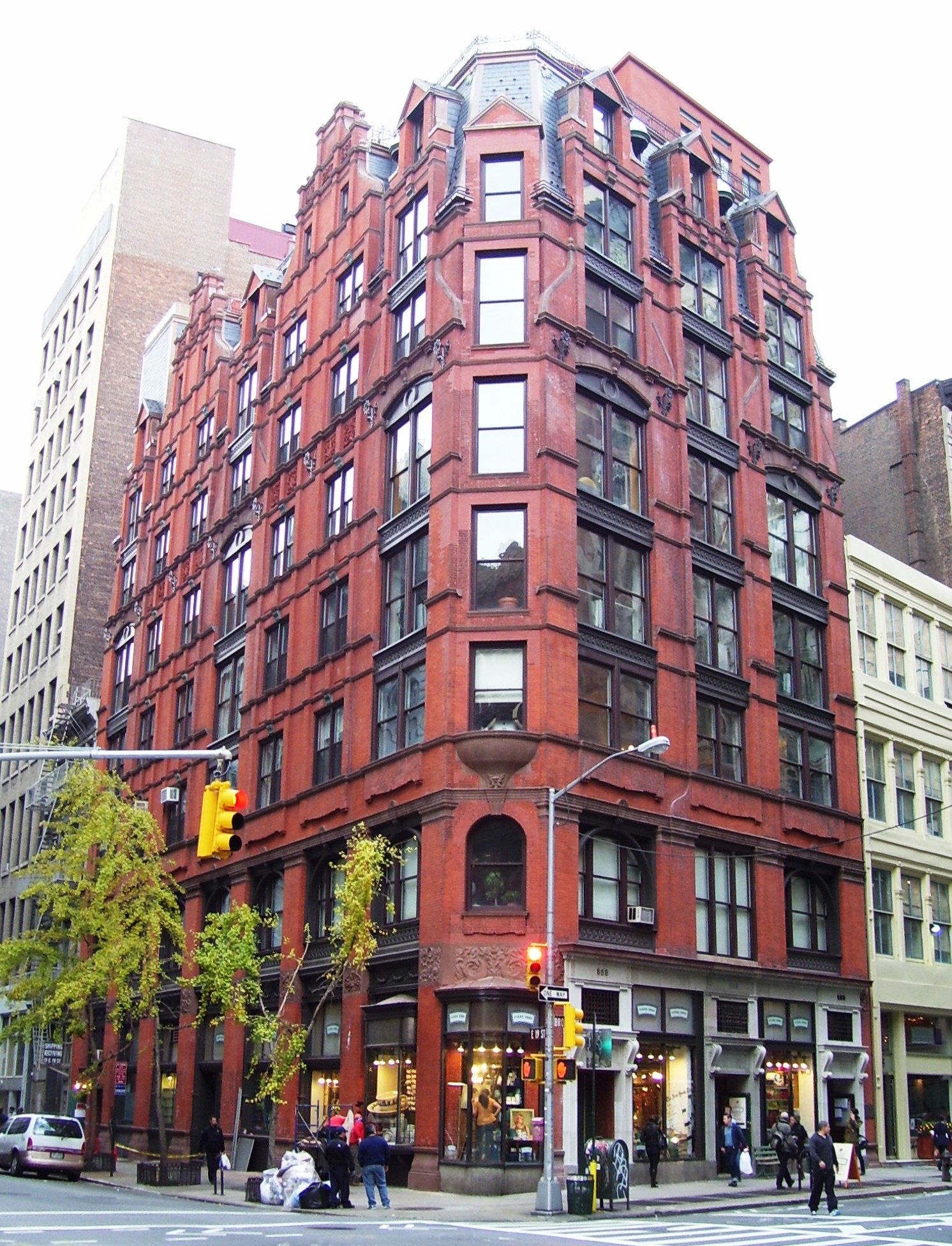
Le Gorham Building, 889 Broadway à New York.

Les bâtiments de style Queen Anne en Amérique sont devenus à la mode dans les années 1880, remplaçant le Second Empire, dérivé de la France, en tant que "style du moment". La popularité du haut style Queen Anne a décliné au début des années 1900, mais certains éléments ont continué à apparaître dans les bâtiments jusque dans les années 1920, tels que le porche enveloppant (souvent en forme de L).
Les caractéristiques distinctives du style Queen Anne américain peuvent inclure: 
- façade asymétrique;
- gable dominant en façade, souvent en porte-à-faux au-delà du plan de mur en-dessous ;
- avant-toit surplombant;
- tours rondes, carrées ou polygonales;
- pignon à volutes néerlandais;
- porche couvrant tout ou partie de la façade, y compris la zone d'entrée principale;
- porche ou balcons au deuxième étage;
- porches à frontons;
- différentes textures de murs, telles que des bardeaux de bois à motifs façonnés selon différentes conceptions, notamment des écailles de poisson, des carreaux de terre cuite , des panneaux en relief ou des bardeaux de bois recouvrant des ouvrages en brique, etc.
- denticules;
- colonnes classiques;
- travail de fuseau;
- oriels et baies vitrées;
- bandes horizontales de fenêtres plombées;
- cheminées monumentales;
- balustrades peintes;
- toits en bois ou en ardoise;
- jardins de façade avec clôtures en bois [2].

Le style Queen Anne élaboré en Grande-Bretagne par Richard Norman Shaw et d'autres architectes est arrivé à New York avec les nouveaux logements de la New York House and School of Industry  ( Sidney V. Stratton , architecte, 1878), 120 West 16th Street. À pignons et d'échelle locale, ces anciennes maisons de la Queen Anne américaine ont été construites en briques vives et douces entourées de panneaux carrés en terre cuite , avec un passage latéral cintré menant à une cour intérieure et à une maison arrière. Leurs détails se limitent en grande partie au traitement des fenêtres disposées de manière pittoresque, avec des vantaux supérieurs à petites vitres et des vitres inférieures en verre plat. Les triples fenêtres à motif serlien et une fenêtre d'oriel à deux étages qui fait saillie de manière asymétrique ont souvent été mise en œuvre. Les Astral Apartments  construits à Brooklyn en 1885–1886 pour loger les dockers offrent un exemple similaire de l'architecture Queen Anne en brique rouge et en terre cuite de New York.

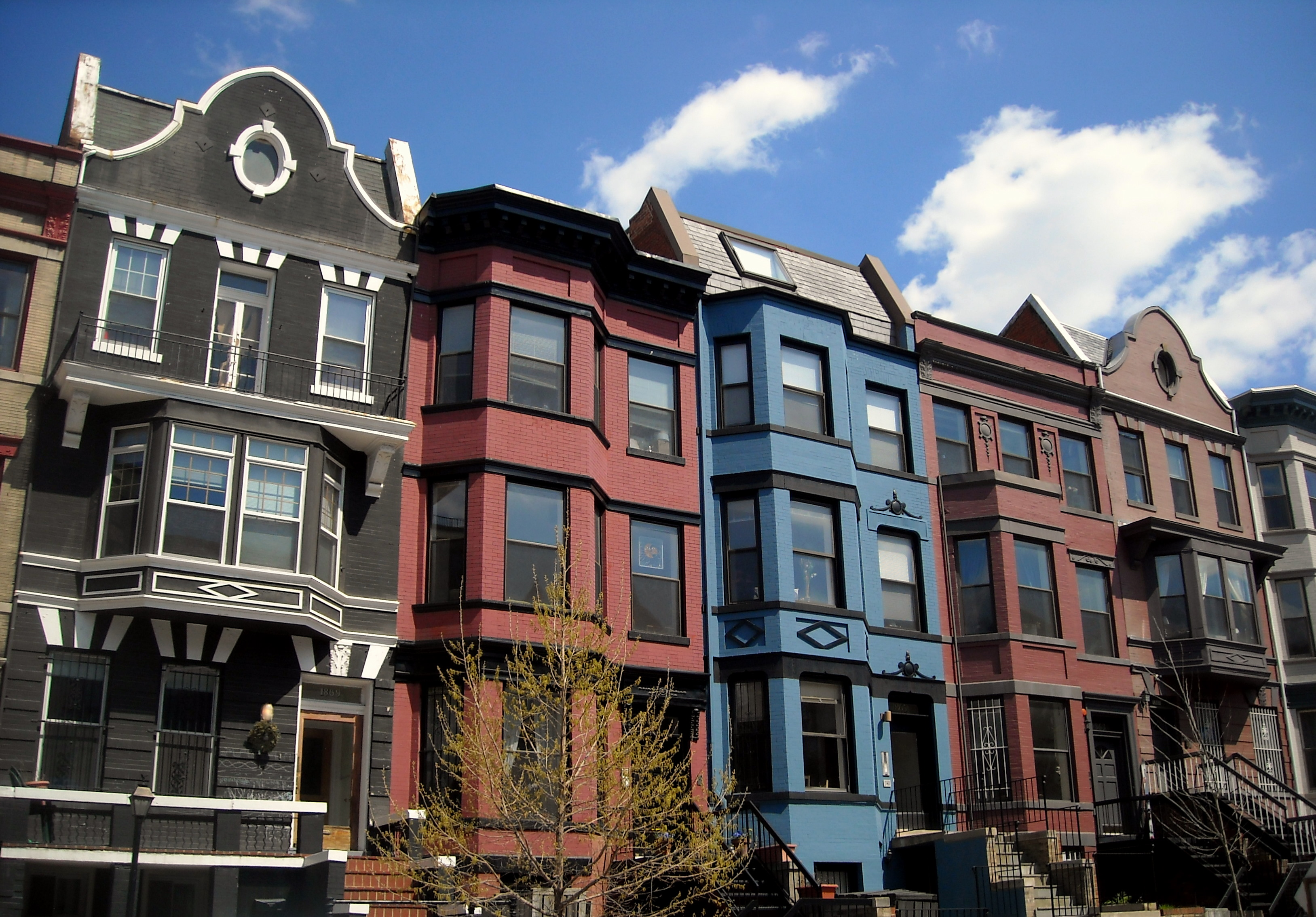
Maisons en rangée de style Queen Anne situées dans le quartier Adams Morgan de Washington, DC

Les stations de E. Francis Baldwin pour la Baltimore and Ohio Railroad sont également des exemples familiers du style, construits de différentes manières en brique et en bois. La résidence américaine la plus célèbre en Queen Anne est le manoir William Carson d'Eureka, en Californie. Newsom et Newsom étaient des architectes notables, constructeurs de maisons et de bâtiments publics californiens du XIXe siècle. Ils ont conçu et construit (de 1884 à 1886) cette maison de 18 pièces pour l'un des premiers barons du bois d'œuvre de Californie.

### Free Classic
Après 1885, l'utilisation de la finition de style Eastlake a été remplacée par une finition «Free Classic» ou Colonial Revival, comprenant des entrées à fronton et des fenêtres palladiennes.

### Queen Anne Cottage
Queen Anne peut aussi consister en une maison plus petite et un peu plus simple. Le William G. Harrison House est un exemple, construit en 1904 dans la région rurale de Nashville, en Géorgie. Les caractéristiques du style cottage Queen Anne sont: 
- maison à un étage
- porche enveloppant avec poteaux tournés, tasseaux décoratifs et spindlework
- disposition carrée avec pignons saillants à l'avant et sur les côtés
- toit pyramidal ou en croupe reflétant la masse pyramidale
- chambres asymétriques et pas de couloir central
- cheminées intérieures
- détails intérieurs, tels qu'encadrements de portes, encadrements de fenêtres, lambris et manteaux
- construit dans les années 1880 et 1890 pour la classe moyenne dans les zones urbaines et rurales, la popularité dans les zones rurales se poursuivant jusqu'au début des années 1900[6],[7].

### Style Shingle

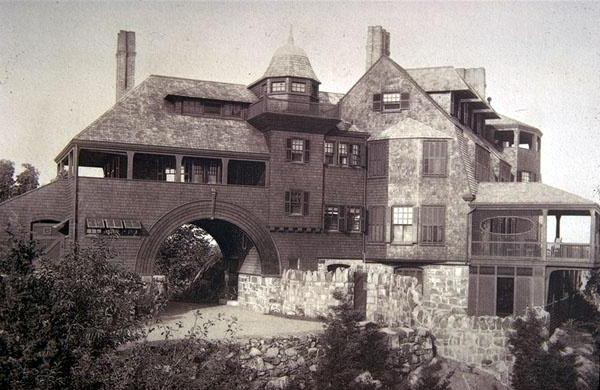
Kragsyde, Manchester-by-the-Sea, Massachusetts (1883, démoli 1929), Peabody et Stearns, architectes

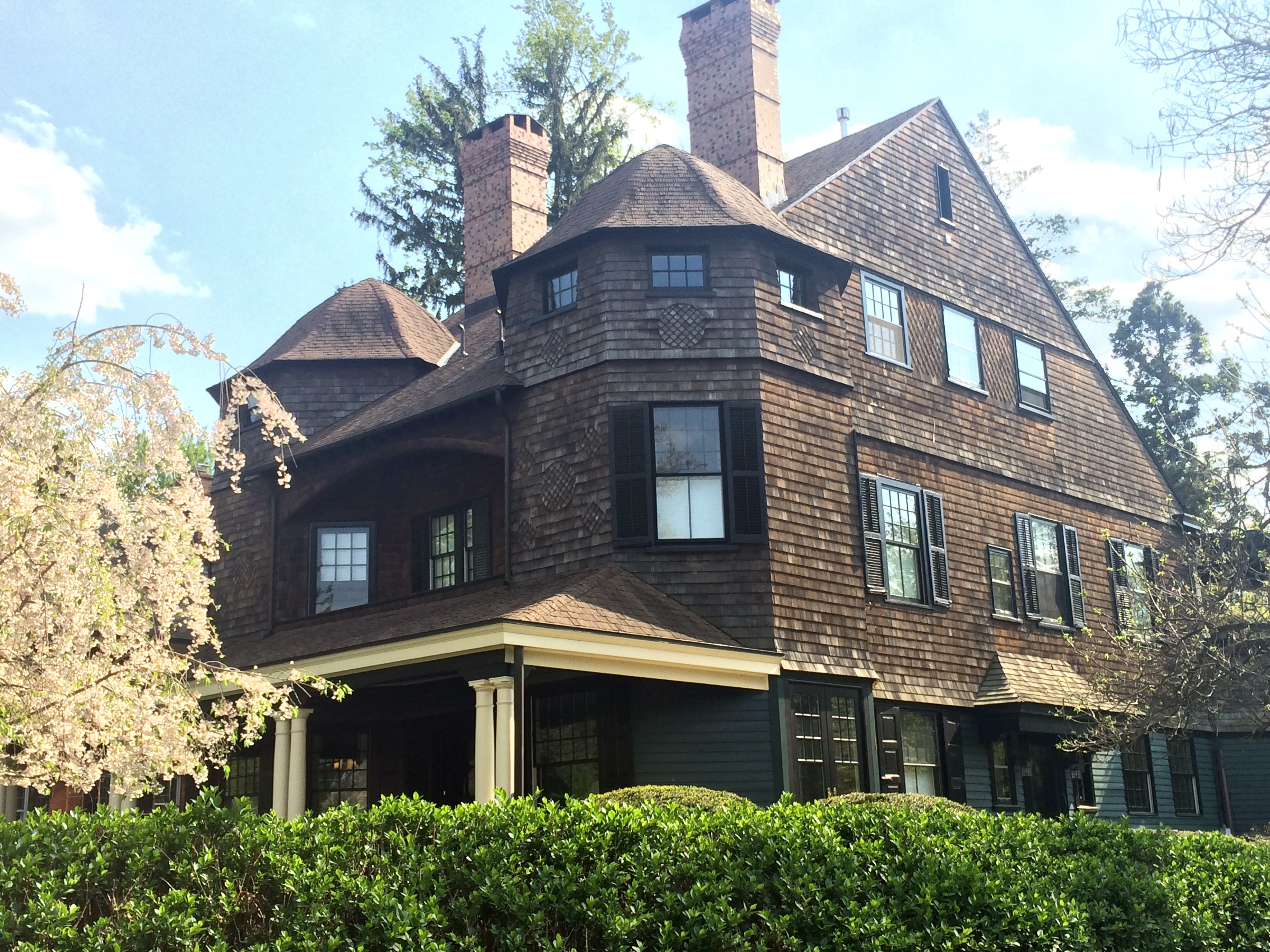
La William Berryman Scott House (1888), conçue par A. Page Brown, au 56 Bayard Lane, à Princeton, dans le New Jersey, dans le quartier historique de Princeton

Le style Shingle en Amérique a été rendu populaire par l’ascension de l’école d’architecture de la Nouvelle-Angleterre, qui évitait les motifs très ornés du style Eastlake. Dans le style Shingle, l'influence anglaise s'est combinée au regain d'intérêt pour l'architecture coloniale américaine qui a suivi la célébration du centenaire en 1876. Les architectes imitaient les surfaces plaines et les bardeaux des maisons coloniales, ainsi que leur masse, que ce soit dans le simple pignon de la Low House de McKim Mead et White ou dans la masse complexe de Kragsyde , qui donnait presque l'impression qu'une maison coloniale avait été agrandie de façon fantasmatique. Cette impression de passage du temps était renforcée par l'utilisation de bardeaux. Certains architectes, pour obtenir un aspect vieilli sur un nouveau bâtiment, ont même fait tremper les shakes de cèdre dans du babeurre, les sécher puis les installer, pour donner une teinte grisâtre à la façade.
Le style de bardeau a également donné un sens de la maison en tant que volume continu. Cet effet - du bâtiment en tant qu’enveloppe d’espace plutôt que de grande masse, a été renforcé par la tension visuelle des surfaces planes en bardeaux, la forme horizontale de nombreuses maisons de style bardeau et l'accent mis sur la continuité horizontale, tant dans les détails extérieurs que dans la circulation des espaces dans les maisons.
McKim, Mead and White et Peabody and Stearns sont deux des entreprises notoires de l'époque qui ont contribué à populariser le style des bardeaux, par le biais de leurs commandes à grande échelle de "chalets balnéaires" pour les riches et les nantis de ces endroits comme Newport, Rhode Island. Cependant, la plus célèbre maison de style Shingle construite en Amérique était " Kragsyde " (1882), résidence d'été commandée par le Bostonien G. Nixon Black, de Peabody et Stearns. Kragsyde a été construit au sommet d'une proéminence côtière rocheuse près de Manchester-By-the-Sea, dans le Massachusetts , et incarne tous les principes possibles du style des bardeaux.
De nombreux concepts du style Shingle ont été adoptés par Gustav Stickley et adaptés à la version américaine du mouvement Arts and Crafts .

## Voir également
- Catégorie: styles architecturaux victoriens
- Catégorie: architecture victorienne aux États-Unis